# 27 janvier
Pour les articles homonymes, voir Vingt-Sept-Janvier.
27 décembre 27 février
Chronologies thématiques
- Croisades
- Ferroviaires
- Sports
- Disney
- Anarchisme
- Catholicisme

Abréviations / Voir aussi
- (° 1852) = né en 1852
- († 1885) = mort en 1885
- a.s. = calendrier julien
- n.s. = calendrier grégorien
- Calendrier
- Calendrier perpétuel
- Liste de calendriers
- Naissances du jour

Le 27 janvier est le 27e jour de l'année du calendrier grégorien.
Il reste 338 jours avant la fin de l'année, 339 lorsqu'elle est bissextile.
C'était généralement le 8e jour du mois de pluviôse dans le calendrier républicain / révolutionnaire français, officiellement dénommé jour du bois-joli (une plante également appelée jolibois, verdelet, vert-bois, daphné bois-gentil, bois-gentil, mézéréon ou daphné morillon).

## Événements

### XVIesiècle
- 1556 : Akbar devient le troisième empereur moghol.

### XIXesiècle
- 1865 : signature du traité Vivanco-Pareja.
- 1889 : élection du général Boulanger comme député de Paris.

### XXesiècle
- 1924 : traité de Rome entre le royaume d'Italie et le royaume des Serbes, Croates et Slovènes, prévoyant l'annexion italienne de Rijeka (Fiume).
- 1931 : premier gouvernement de Pierre Laval en France.
- Seconde Guerre mondiale :
  - en 1944, fin du siège de Léningrad en URSS par la Wehrmacht allemande après 872 jours ;
  - en 1945 : libération du camp d'Auschwitz par l'Armée rouge en Pologne occupée (commémoration et photographie ci-après).
- 1964 : rétablissement de relations diplomatiques franco-chinoises.
- 1965 : assassinat du Premier ministre iranien Hassan Ali Mansur.
- 1973 : signature des accords de paix de Paris.
- 1991 : le président somalien Mohamed Siad Barre fuit la capitale Mogadiscio, conduisant ainsi à l'effondrement du régime de la République démocratique somalie.
- 1996 : renversement du président nigérien Mahamane Ousmane.
- 1997 : élection d'Aslan Maskhadov comme président de la république tchétchène d'Itchkérie dans le Caucase.
- 1998 : Carlos Roberto Flores Facussé devint président du Honduras en Amérique centrale.
- 2000 : ouverture d'une information judiciaire pour crime contre l'humanité à l'encontre de l'ancien président du Tchad Hissène Habré.

### XXIesiècle
- 2016 : Hilda Heine devient la première femme présidente de la république des îles Marshall et la première femme présidente d’un État océanien.
- 2018 : Miloš Zeman est réélu président de la République tchèque.

## Arts, culture et religion
- 1648 : fondation de l'Académie royale de peinture et de sculpture.
- 1983 : l'acteur français Marco Perrin subit un AVC brisant sa carrière.
- 1993 : sortie en France du gros succès de cinéma Les Visiteurs de Jean-Marie Poiré[1].

## Sciences et techniques
- 1880 : Thomas Edison dépose un brevet pour la lampe électrique à incandescence.
- 1888 : fondation de la National Geographic Society.
- 1891 : dépôt du brevet du Rodinal par le chimiste Momme Andresen (de).
- 1926 : démonstration du téléviseur de l'Écossais John Logie Baird en Angleterre[1].
- 1967 : 
  - signature du Traité de l'espace ;
  - les astronautes américains Virgil « Gus » Grissom, Edward « Ed » White et Roger Chaffee sont tués accidentellement dans un incendie, au cours d'une répétition au sol de la mission Apollo 1 au centre spatial Kennedy en Floride.
- 2016 : le gouvernement britannique annonce que 8 voitures sur 10 seront désormais livrées avec un récepteur Digital Audio Broadcasting (DAB)[2].

## Économie et société
- 1968 : disparition mystérieuse du sous-marin Minerve avec 52 hommes à bord lors d'un exercice de détection marine au large de Toulon.
- 1980 : fondation de la Kuwait Petroleum Corporation.
- 2016 : démission de la garde des Sceaux et Ministre de la Justice française Christiane Taubira dont Jean-Jacques Urvoas est désigné comme le successeur.
- 2018 : un attentat revendiqué par des talibans tue au moins 103 personnes à Kaboul en Afghanistan.

## Naissances

### XIIIesiècle
- 1242 : Marguerite de Hongrie, moniale dominicaine († 18 janvier 1271).

### XVIesiècle
- 1571 : Abbas Ier le Grand, chah d'Iran († 19 janvier 1629).

### XVIIesiècle
- 1615 : Nicolas Fouquet, homme d'État français, surintendant des finances de Louis XIV († 23 mars 1680).
- 1630 : Job Berckheyde, peintre néerlandais († 23 novembre 1693).
- 1687 : Johann Balthasar Neumann, architecte allemand († 19 août 1753).

### XVIIIesiècle
- 1756 : Wolfgang Amadeus Mozart, compositeur autrichien († 5 décembre 1791).
- 1775 : Friedrich Wilhelm Joseph von Schelling, philosophe allemand († 20 août 1854).
- 1784 : Martin-Joseph Mengal, compositeur flamand († 4 juillet 1851).

### XIXesiècle
- 1801 : Laurent-Charles Maréchal, dessinateur, pastelliste et peintre verrier français († 17 janvier 1887).
- 1805 : Sophie de Bavière, princesse de Bavière puis archiduchesse d'Autriche, mère de l'empereur François-Joseph († 28 mai 1872).
- 1806 : Juan Crisóstomo de Arriaga, compositeur espagnol († 17 janvier 1826).
- 1814 : Eugène Viollet-le-Duc, architecte français ( † 17 septembre 1879).
- 1823 : Édouard Lalo, compositeur français († 22 avril 1892).
- 1824 : Jozef Israëls, peintre néerlandais († 10 ou 12 août 1911).
- 1826 : Mikhaïl Saltykov-Chtchedrine, écrivain et satiriste russe († 10 mai 1889).
- 1831 : Arthur Hughes, peintre et illustrateur anglais († 23 décembre 1915).
- 1832 : Lewis Carroll, écrivain, photographe et mathématicien britannique († 14 janvier 1898).
- 1836 : Leopold von Sacher-Masoch, écrivain et journaliste autrichien († 9 mars 1895).
- 1842 : François Dumartheray, militant anarchiste français († septembre 1931).
- 1850 :
  - Louis-Philippe Hébert, sculpteur canadien († 13 juin 1917).
  - Edward John Smith, officier de marine britannique († 15 avril 1912).
- 1852 : Fulgence Bienvenüe, ingénieur français († 3 août 1936).
- 1859 : Guillaume II d'Allemagne, empereur d'Allemagne († 4 juin 1941).
- 1879 :
  - Pavel Bajov, écrivain russe († 3 décembre 1950).
  - Beatrice Hastings, poétesse et critique d'art britannique († 30 octobre 1943).
- 1881 :
  - Charles-Henri Besnard, architecte français († 10 juillet 1946).
  - Sveinn Björnsson, 1er président de la république d'Islande († 25 janvier 1952).
- 1885 :
  - Jerome Kern, compositeur américain († 11 novembre 1945).
  - Eduard Künneke, compositeur allemand († 27 octobre 1953).
- 1886 :
  - Olin Downes, critique musical et musicologue américain († 22 août 1955).
  - John Hein, lutteur américain († 29 août 1963).
  - Frank Nitti, gangster italo-américain († 19 mars 1943).
  - Radhabinod Pal, juriste indien († 10 janvier 1967).
- 1888 :
  - Victor Goldschmidt, chimiste suisse († 20 mars 1947).
- 1891 : Ilya Ehrenbourg, écrivain et journaliste russe († 31 août 1967).
- 1893 : Song Qingling, femme politique chinoise († 29 mai 1981).
- 1895 : Harry Ruby, compositeur et scénariste américain († 23 février 1974).
- 1900 : Hyman Rickover, admiral de l’United States Navy († 8 juillet 1986).

### XXesiècle
- 1901 :
  - Willy Fritsch, acteur allemand († 13 juillet 1973).
  - Jan Kurnakowicz, acteur de cinéma et de théâtre polonais († 4 octobre 1968).
- 1903 : Jules Noël, athlète français spécialiste des lancers († 19 mai 1940).
- 1904 : Seán MacBride, homme politique irlandais, prix Nobel de la paix 1974 († 15 janvier 1988).
- 1906 :
  - Walter L. Gordon, homme politique canadien († 21 mars 1987).
  - Radamés Gnattali, compositeur brésilien († 13 février 1988).
- 1908 : William Randolph Hearst fils (en), magnat de presse américain († 14 mai 1993).
- 1911 : Margaret Meagher, diplomate canadienne († 25 février 1999).
- 1912 : Arne Næss, philosophe norvégien († 12 janvier 2009).
- 1913 : Jacques Mancier, comédien et présentateur de télévision français († 29 avril 2001).
- 1915 : Jacques Hnizdovsky, peintre, graveur, sculpteur et illustrateur américain († 8 novembre 1985).
- 1918 :
  - Skitch Henderson, pianiste, arrangeur et chef d’orchestre américain d’origine britannique († 1er novembre 2005).
  - Elmore James, musicien américain († 24 mai 1963).
- 1919 : David Seville, pianiste, chanteur, compositeur et acteur américain († 16 janvier 1972).
- 1920 :
  - Willie Lamothe, auteur-compositeur, interprète et acteur québécois († 19 octobre 1992).
  - Hiroyoshi Nishizawa, militaire japonais († 26 octobre 1944).
  - Helmut Zacharias, violoniste et chef d'orchestre allemand († 28 février 2002).
- 1921 : 
  - Georges Mathieu, peintre français, académicien ès beaux-arts († 10 juin 2012).
  - Donna Reed, actrice américaine († 14 janvier 1986).
- 1924 : Sabu (Sabu Dastagir dit), acteur américain († 2 décembre 1963).
- 1926 : Ingrid Thulin, actrice suédoise († 7 janvier 2004).
- 1927 : Guy Vaes, écrivain belge († 27 février 2012).
- 1929 : Michael Craig (Michael Francis Gregson dit), acteur et scénariste britannique.
- 1930 :
  - Aloysius Matthew Ambrozic, cardinal canadien († 26 août 2011).
  - Bobby Blue Bland, chanteur américain († 23 juin 2013).
  - Takao Aeba, théoricien japonais de la littérature († 21 février 2017).
- 1931 : Mordecai Richler, écrivain, essayiste et scénariste canadien († 3 juillet 2001).
- 1932 : Boris Shakhlin, gymnaste soviétique sept fois champion olympique († 30 mai 2008).
- 1934 :
  - Raymond Boudon, philosophe et sociologue français († 10 avril 2013).
  - Édith Cresson, femme politique française, première femme Première ministre de l'Histoire de France (entre 1991 et 1992).
  - Federico Mayor Zaragoza, homme politique et poète espagnol.
- 1936 :
  - Troy Donahue, acteur américain († 2 septembre 2001).
  - Marek Halter, écrivain français.
  - Denis Hardy, homme politique québécois († 12 mai 2016).
  - Samuel Ting, physicien américain.
- 1938 : Viktor Zhdanovich, escrimeur russe triple champion olympique.
- 1939 : 
  - Alfonso Álvarez Gándara, avocat et homme politique espagnol († 2 août 2021).
  - Tigran Mansourian ou Mansurian (Տիգրան Մանսուրյան en arménien), compositeur arménien.
  - Petrona Martínez (es), chanteuse et musicienne autochtone afro-colombienne caribéenne de bullerengue.
- 1940 :
  - James Cromwell, acteur américain.
  - Terry Harper, défenseur de hockey sur glace canadien.
- 1941 : Beatrice Tinsley, astronome et cosmologiste néo-zélandaise († 23 mars 1981).
- 1942 : Paul Quilès, homme politique français († 24 septembre 2021).
- 1944 : 
  - Patrick de Funès, médecin français, fils de Louis de Funès.
  - Nick Mason, musicien britannique, batteur des Pink Floyd.
- 1946 : Nedra Talley (en), chanteuse américaine du groupe The Ronettes.
- 1948 :
  - Mikhaïl Barychnikov (Михаил Николаевич Барышников), danseur et chorégraphe russe.
  - Valeri Brainin, musicologue, agent artistique, compositeur et poète germano-russe.
  - Jean-Philippe Collard, pianiste français.
  - László Vadász, joueur d'échecs hongrois († 3 janvier 2005).
- 1949 : Nkosazana Dlamini-Zuma, femme politique sud-africaine.
- 1951 :
  - Seth Justman (en), claviériste américain du groupe J. Geils Band.
  - Nancy Galbraith, organiste, professeur de musique et compositrice.
- 1955 : Brian Engblom (en), défenseur puis commentateur de hockey sur glace canadien.
- 1956 : Mimi Rogers, actrice américaine.
- 1958 : James Grippando, avocat et romancier américain.
- 1961 :
  - Tony Clement, homme politique canadien.
  - Benoît Gouin, acteur québécois.
- 1964 : Bridget Fonda, actrice américaine.
- 1965 : 
  - Khristo Markov, athlète bulgare spécialiste du triple-saut, champion olympique.
  - Maurice (Maurice Champvert dit), animateur de radio français.
- 1966 : Michel Guidoni, humoriste, imitateur et chansonnier français.
- 1967 : 
  - Dave Manson, défenseur de hockey sur glace canadien.
  - Birgit Peter, rameuse d'aviron allemande double championne olympique.
- 1968 :
  - Tricky, musicien britannique.
  - Mike Patton, chanteur, musicien, compositeur américain.
- 1969 : Éliette Abécassis, écrivaine française.
- 1970 : Emmanuel Pahud, flûtiste suisse.
- 1971 :
  - Patrice Brisebois, défenseur de hockey sur glace québécois.
  - Lil Jon, musicien et producteur américain.
  - Ricky Subagja, joueur de badminton indonésien champion olympique.
- 1972 : Mark Owen, chanteur britannique du groupe Take That.
- 1974 :
  - Ole Einar Bjørndalen, biathlète norvégien.
  - Andrei Pavel, joueur de tennis roumain.
- 1975 : Caroline Vigneaux, ancienne avocate, humoriste, actrice et féministe française.
- 1976 :
  - Renaud Capuçon, violoniste français.
  - Jeremy Hansen, pilote d'avion de chasse et astronaute de l'Agence spatiale canadienne.
  - Todd MacCulloch, basketteur canadien.
- 1978 :
  - Pierre-Luc Laforest, joueur de baseball québécois.
  - Pierre-Hervé Grosjean, prêtre et blogueur français.
- 1979 :
  - Alessandra Leão, chanteuse, compositrice, percussionniste et productrice de musique populaire brésilienne.
  - Rosamund Pike, actrice britannique.
- 1980 : Marat Safin, joueur de tennis russe.
- 1981 : 
  - Teo Nie Ching, femme politique malaisienne.
  - Yaniv Katan, footballeur israélien.
- 1982 : Hervé Charton (eo), auteur, metteur en scène et acteur de théâtre français franc-comtois.
- 1988 : Kerlon Moura Souza, footballeur brésilien.
- 1989 : 
  - Alberto Botía, footballeur espagnol.
  - Imane Boulaamane, nageuse marocaine.
  - Melek Hu, pongiste turque.
  - Jun Jung-lin, bobeur sud-coréen.
  - Daisy Lowe, mannequin et styliste britannique.
  - Yamila Nizetich, joueuse de volley-ball argentine.
- 1994 : Jeneko Place, athlète bermudien.
- 1996 : Squeezie (Lucas Hauchard dit), vidéaste français.
- 1999 : Nikoloz Mali, footballeur géorgien.
- 2000 : Aurélien Tchouaméni, footballeur français.

## Décès

### Iersiècle
- 98 : Nerva, empereur romain (° 8 novembre 30).

### XVesiècle
- 1490 : Yoshimasa Ashikaga, shogun japonais (° 20 janvier 1435).

### XVIesiècle
- 1540 : Angèle Mérici, religieuse italienne (° vers 1474).
- 1596 : Francis Drake, explorateur anglais (° vers 1540).

### XVIIesiècle
- 1629 : Hieronymus Prætorius, compositeur allemand (° 10 août 1560).

### XVIIIesiècle
- 1731 : Bartolomeo Cristofori, facteur de clavecins italien (° 4 mai 1655).
- 1740 : Louis IV Henri de Bourbon-Condé, prince de Condé (° 18 août 1692).
- 1800 : Costillares, matador espagnol (° 20 juillet 1743).

### XIXesiècle
- 1814 : Johann Gottlieb Fichte, philosophe allemand (° 19 mai 1762).
- 1816 : Samuel Hood, amiral britannique (° 12 décembre 1724).
- 1823 : Charles Hutton, mathématicien britannique (° 14 août 1737).
- 1844 : Charles Nodier, écrivain et académicien français (° 29 avril 1780).
- 1851 : John James Audubon, ornithologue, naturaliste et peintre américain (° 26 avril 1785).
- 1860 : János Bolyai, mathématicien hongrois (° 15 décembre 1802).
- 1864 (ou 26 janvier) : Leo von Klenze, architecte allemand (° 29 février 1784).
- 1868 : Walerian Łukasiński, militaire polonais (° 15 avril 1786).
- 1873 : Adam Sedgwick, géologue britannique (° 22 mars 1785).
- 1880 :
  - Edward Middleton Barry, architecte anglais (° 7 juin 1830).
  - Anton Menge, naturaliste allemand (° 15 février 1808).
- 1885 :
  - Andreas Bruce, écrivain suédois (° 27 janvier 1885).
  - Ernst Deger, peintre allemand (° 15 avril 1809).
  - Charles du Trémolet de Lacheisserie, homme politique français (° 8 novembre 1800).
- 1886 : 
  - Henri Bonnerot, homme politique français (° 31 mai 1838).
  - Alfred de Clebsattel, avocat et homme politique français (° 6 mai 1807).
  - John Rous, militaire et noble britannique (° 13 février 1794).

### XXesiècle
- 1901 : Giuseppe Verdi, compositeur de musique italien (° 10 octobre 1813).
- 1909 : Léon Becker, peintre et naturaliste belge (° 27 février 1826).
- 1919 : Endre Ady, poète hongrois (° 22 novembre 1877).
- 1933 : Carlo Petitti di Roreto, militaire et homme politique italien (° 18 décembre 1862).
- 1936 : Jacques Guilhène, acteur français (° 6 janvier 1886).
- 1940 : Isaac Babel, écrivain ukrainien (° 13 juillet 1894).
- 1956 : Erich Kleiber, chef d'orchestre autrichien (° 5 août 1890).
- 1960 : Eugène Daigneault, acteur, chanteur et folkloriste québécois (° 14 septembre 1895).
- 1964 : Norman Z. McLeod, cinéaste américain (° 20 septembre 1898).
- 1965 :
  - Jean Desprez, écrivaine et scénariste québécoise (° 1er septembre 1906).
  - Hassan Ali Mansour, homme politique iranien (° 13 avril 1923).
- 1966 : Elisabeth « Betty » Stockfield, actrice britannique d'origine australienne (° 15 janvier 1905).
- 1967 :
  - Alphonse Juin, maréchal de France et académicien français (° 16 décembre 1888).
  - Roger B. Chaffee, astronaute américain (° 15 février 1935).
  - Virgil Grissom, astronaute américain (° 3 avril 1926).
  - Edward White, astronaute américain (° 14 novembre 1930).
  - Luigi Tenco, chanteur et musicien italien (21 mars 1938).
- 1971 : Jacobo Arbenz Guzmán, président du Guatemala de 1951 à 1954 (° 14 septembre 1913).
- 1972
  - Mahalia Jackson, chanteuse américaine (° 26 octobre 1911).
  - Richard Courant, mathématicien germano-américain (° 8 janvier 1888).
- 1974 : Geórgios Grívas, général chypriote grec, chef de file du mouvement indépendantiste EOKA (° 5 juillet 1898).
- 1978 : Marguerite Canal, musicienne, compositrice, cheffe d'orchestre et pédagogue française (°  29 janvier 1890).
- 1979 : Victoria Ocampo, écrivaine, traductrice et éditrice argentine (° 7 avril 1890).
- 1983 :
  - Louis de Funès, pianiste de jazz, acteur et humoriste français (° 31 juillet 1914).
  - Meyer Fortes, anthropologue britannique (° 25 avril 1906).
  - Alfred Jauffret, juriste et universitaire français, spécialiste du droit commercial (° 7 décembre 1900).
- 1986 : 
  - Jean Cailluyer, professeur d'histoire et syndicaliste français.
  - Lilli Palmer, actrice allemande (° 24 mai 1914).
- 1988 :
  - Massa Makan Diabaté, historien et écrivain malien (° 12 juin 1938).
  - Guy Sanche, acteur québécois, interprète de Bobino (° 5 juillet 1934).
- 1993 : André The Giant, catcheur français (° 19 mai 1946).
- 1994 : 
  - Claude Akins, acteur américain (° 25 mai 1926).
  - Alain Daniélou, indianiste et musicologue français (° 4 octobre 1907).
- 1995 : Jean Tardieu, dramaturge et poète français (° 1er novembre 1903).
- 1997 :
  - Cecil Arthur Lewis, aviateur et écrivain britannique (° 29 mars 1898).
  - Gerald Marks, compositeur américain (° 13 octobre 1900).
  - Alexandre Zarkhi, cinéaste, dramaturge et réalisateur soviétique puis russe (° 18 février 1908).
- 1998 :
  - Assia Noris, actrice italienne (° 16 février 1912).
  - Tamio Kageyama, romancier japonais (° 20 mars 1947).
  - Maurice Toesca, journaliste et écrivain français (° 25 mai 1904).
  - Geoffrey Trease, écrivain britannique (° 11 août 1909).
  - Miklos Udvardy, ornithologue hongrois (° 28 mars 1919).
- 2000 : Friedrich Gulda, musicien autrichien (° 16 mai 1930)

### XXIesiècle
- 2001 :
  - Marie-José de Belgique, princesse de Belgique et reine d'Italie (° 14 août 1906).
  - André Prévost, compositeur et professeur de musique canadien (° 30 juillet 1934).
- 2003 :
  - Louis Archambault, sculpteur québécois (° 4 avril 1915).
  - Henryk Jabłoński, homme politique et historien polonais, chef d'État de 1972 à 1985 (° 27 décembre 1909).
- 2004 : Jack Paar, animateur de télévision américain (° 1er mai 1918).
- 2005 : Aurelie Nemours, artiste peintre française (° 29 octobre 1910).
- 2006 :
  - Maurice Colclough, joueur de rugby anglais (° 2 septembre 1953).
  - Tana Hoban, photographe américaine (° 20 février 1917).
  - Gene McFadden (en), chanteur, compositeur et réalisateur artistique américain, du duo McFadden & Whitehead (° 2 juillet 1948).
  - Johannes Rau, président d'Allemagne de 1999 à 2004 (° 16 janvier 1931).
- 2008 : Haji Mohammad Suharto (ou Sohearto), 2e président de la république d’Indonésie de 1967 à 1998 (° 8 juin 1921).
- 2009 :
  - Ramaswamy Venkataraman, homme politique indien, ancien président de l'Inde de 1987 à 1992 (° 4 décembre 1910).
  - Yvon Péan, écrivain français (° 8 juillet 1928).
  - John Updike, écrivain américain (° 18 mars 1932).
- 2010 : J. D. Salinger, écrivain américain (° 1er janvier 1919).
- 2012 : Chen Chuanxi, compositeur, et chef-d'orchestre chinois (° mai 1916).
- 2013 : Bernard Dhéran, acteur français (° 17 juin 1926).
- 2015 : Hilarion N'dinga, artiste peintre congolais (° 17 janvier 1932).
- 2017 :
  - Éléonore Hirt, actrice française (° 19 décembre 1919).
  - Brunhilde Pomsel, une secrétaire de Joseph Goebbels devenue centenaire (° 11 janvier 1911).
  - Emmanuelle Riva, actrice française (° 24 février 1927).
- 2018 :
  - Jean-Claude Lattès, éditeur français (° 3 septembre 1941).
  - Ingvar Kamprad, homme d’affaires suédois, fondateur d'Ikea (° 30 mars 1926).
- 2019 : Henry Chapier, journaliste et animateur français (° 14 novembre 1933).
- 2020 : Yang Xiaobo (en), homme politique chinois, victime de l'épidémie de coronavirus venue de Wuhan (° janvier 1963).
- 2021 : Cloris Leachman, actrice américaine (° 30 avril 1926).
- 2022 : 
  - René de Obaldia, écrivain et académicien français devenu centenaire (° 22 octobre 1918).
  - Karl Spiehs, producteur de cinéma autrichien (° 20 février 1931).
- 2023 : Sylvia Syms, actrice anglaise (° 6 janvier 1934).

## Célébrations

### Internationales et nationales
- Extrême-Orient : date possible pour le début du nouvel an asiatique entre  20/01 et 20/02 au gré de la Lune.

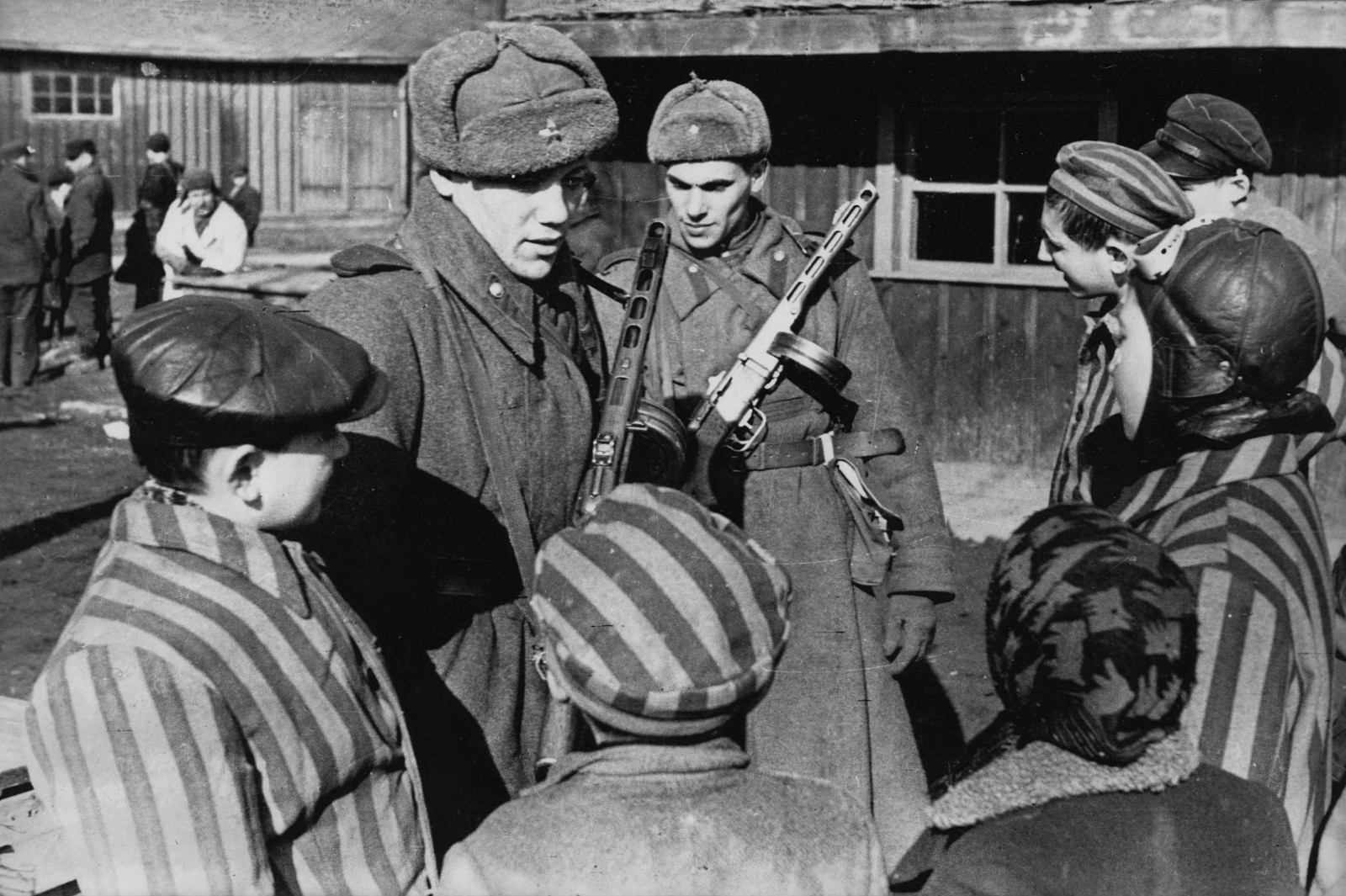
Libération le 27 janvier 1945 du camp nazi de concentration et d'extermination d'Auschwitz par des soldats de l'Armée rouge s'entretenant ici avec des prisonniers rescapés.

- Commémorations en souvenir de la libération du camp nazi d’Auschwitz le 27 janvier 1945 (photographie jointe), en particulier en 2005 puis 2015.
  - Nations unies : journée internationale dédiée à la mémoire des victimes de l'Holocauste décrétée par la résolution 60/7 du 1er novembre 2005[3],[4].
  - Conseil de l'Europe : journée de la mémoire de l’Holocauste et de la prévention des crimes contre l’humanité, adoptée par les ministres de l’éducation des États membres le 18 octobre 2002[5].
  - Allemagne : Gedenktag für die Opfer des Nationalsozialismus (de), journée de commémoration des victimes du national-socialisme[6].
  - Italie : journée de la Mémoire / giorno della Memoria, depuis 2000 en mémoire des victimes du nazisme et du fascisme.
  - Pologne : dzień pamięci ofiar nazizmu / journée de la mémoire des victimes du nazisme.
  - Royaume-Uni : Holocaust Memorial Day / journée de la mémoire de l'Holocauste depuis 2001, en souvenir de l'anniversaire de la libération du camp de concentration et d'extermination nazi d'Auschwitz par l'Union des républiques socialistes soviétiques en 1945.
  - Liste complète des commémorations : Holocaust Memorial Days (en).
- Monaco : fête de la patronne de la principauté sainte Dévote[7] comme ci-après.

### Saints des Églises chrétiennes

#### Saints des Églises catholiques et orthodoxes
Saints des Églises catholiques et orthodoxes :
- Candide de Banyoles († 798), mère de saint Éméré, ermite près du monastère de Gérone en Catalogne.
- Dévote († 304), vierge et martyre en Corse, patronne de la principauté de Monaco.
- Éméré de Banyoles (ca) († VIIIe siècle), fondateur du monastère de Sant Esteve de Banyoles (ca) (saint-Étienne de Banyuls).
- Julien de Sora († 161), martyr à Sora (Italie).
- Julien du Mans († 250, 1er évêque du Mans.
- Loup de Chalon-sur-Saône († 610), 10e évêque de Chalon-sur-Saône.
- Marius de Bodon († 650), abbé d'un monastère à Val-Benoît dans les Alpes.
- Maure et Britte († IVe siècle), vierges qui vécurent auprès du tombeau de saint Martin de Tours.
- Natalis d'Ulster (en) († VIe siècle), disciple et compagnon de saint Colomba d'Iona.
- Pierre l'Égyptien († Ve siècle), ermite près d'Antioche.
- Sulpice de Baye († ?), ermite en Normandie.
- Thierry d'Orléans († 1022), évêque.
- Vitalien († 671), 76e pape.

#### Saints et bienheureux des Églises catholiques
Saints et bienheureux des Églises catholiques :
- Angèle Mérici († 1540), mystique italienne fondatrice de l'ordre de Sainte-Ursule.
- Carolina Santocanale († 1923), religieux italienne fondatrice de congrégation.
- Georges Matulaitis († 1927), bienheureux religieux et évêque marianiste polonais et fondateur des servantes de Jésus dans l'Eucharistie.
- Gelduin de Dol († 1077), diacre, patron des pèlerins de Chartres et sa cathédrale beauceronne et des diacres du diocèse de Chartres.
- Gerhard de Kremsmünster († 1050), bienheureux abbé bénédictin.
- Giovanni Schiavo († 1967), bienheureux prêtre italien missionnaire au Brésil.
- Henri de Osso y Cervello († 1896), bienheureux prêtre espagnol fondateur de la compagnie de Sainte Thérèse.
- Jean-Marie Muzei († 1887), jeune page du roi de l'Ouganda martyrisé avec saint Charles Lwanga.
- Jean Ier de Warneton († 1130), bienheureux évêque disciple de saint Yves de Chartres.
- Manfred Settala (it) († 1217), bienheureux ermite italien au Monte San Giorgio.
- Paul Josef Nardini († 1862), bienheureux prêtre allemand fondateur des pauvres franciscaines de la Sainte-Famille.
- Rosalie du Verdier de la Sorinière († 1794), bienheureuse religieuse bénédictine fille du Calvaire martyre sous la Révolution française.

#### Saints orthodoxes
- Dimitrios de Galata (+ 1784), martyr.

### Prénoms du jour[Où?]
Bonne fête aux Angèle et ses variantes ou dérivés : Ange, Angel (et 29 septembre), Angela, Angéla, Angèla, Angelica, Angelico, Angelin, Angelina, Angélina, Angeline, Angéline, Angelino, Angélino, Angelika, Angélique, Angelo, Angélo, Angèlo, Angelouno, Angie, Angiolino, Lina, Line, Lino, etc.
Et aussi aux :
- Dévote,
- Julien et variantes ou dérivés : Giuliano, Julian, Julianne, Juliano, Juluan, etc. Cf. les 16 février des Julienne, etc.
- Aux Manfred
- et Vitalien.

## Traditions et superstitions

### Dictons
- « Après sainte-Angèle, le jardinier ne craint plus le gel. »
- « Beau temps à la saint-Julien, promet abondance de biens. »[10] (et « Abondance de bien ne nuit point. » ?)
- « Saint-Jean brise la glace ou bien faut qu'il la refasse. »[réf. nécessaire][11]
- « Saint-Julien brise la glace, s'il ne la brise il l'embrasse. »

### Astrologie
- Signe du zodiaque : 7e jour du signe astrologique du Verseau.

## Toponymie
- Plusieurs voies, places, sites ou édifices de pays ou provinces francophones contiennent la date du jour dans leur nom : voir Vingt-Sept-Janvier .